# 文山山柑
文山山柑（学名：Capparis fengii）为山柑科山柑属的植物，为中国的特有植物。分布在中国大陆的云南等地，生长于海拔450米至1,300米的地区，多生长在沟谷湿润灌丛或林中，目前尚未由人工引种栽培。